# إدوارد ري
إدوارد ري (بالفرنسية: Édouard Rey)‏ (و. 1836 – 1901 م) هو سياسي، من فرنسا، ولد في غرونوبل، توفي في غرونوبل، عن عمر يناهز 65 عاماً.

## مناصب
تولى منصب رئيس بلدية، وعضو مجلس الشيوخ في الجمهورية الفرنسية الثالثة.